# 勒伊-索维尼
勒伊-索维尼（法語：Reuilly-Sauvigny，法語發音：[ʁœji soviɲi]）是法国上法蘭西大區埃纳省的一个市镇，属于蒂耶里堡区。该市镇于1790-1794年间勒伊（Reuilly）和索维尼（Sauvigny）合并而成。

## 地理
勒伊-索维尼（49°3'15"N, 3°34'29"E）面积6.54 平方千米，位于法国上法蘭西大區埃纳省，该省份为法国北部内陆省份，北起北部省，西接索姆省和瓦兹省，东临阿登省和马恩省，西南至塞纳-马恩省，东北部与比利时接壤。
与勒伊-索维尼接壤的市镇（或旧市镇、城区）包括：科尼吉、库尔特蒙-瓦雷讷、克雷藏西、梅济穆兰、蒙蒂雷勒、马恩河畔帕西、库尔蒂耶济、香槟谷村。
勒伊-索维尼的时区为UTC+01:00、UTC+02:00（夏令时）。

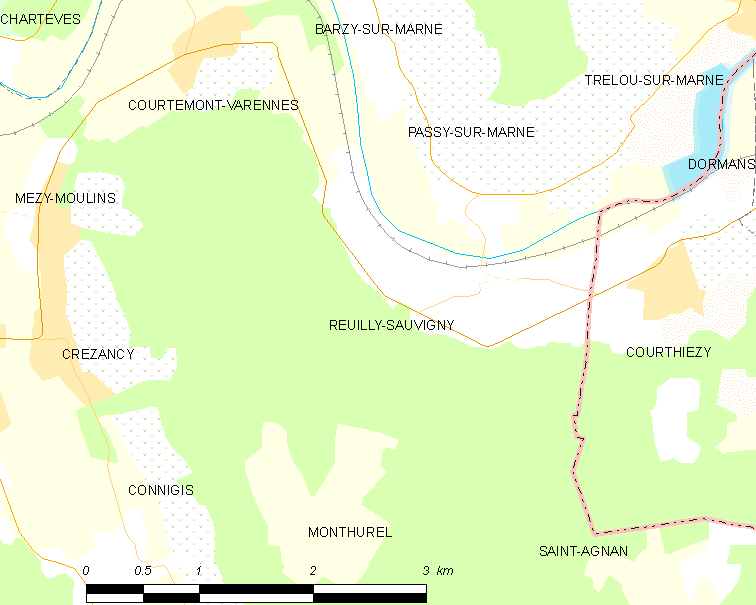
勒伊-索维尼的OSM定位图

## 行政
勒伊-索维尼的邮政编码为02850，INSEE市镇编码为02645。

## 政治
勒伊-索维尼所属的省级选区为马恩河畔埃索姆县。

## 人口

1962-2008年间勒伊-索维尼人口变化图示

勒伊-索维尼于2022年1月1日时的人口数量为213人。